# Only One。
「Only One。」（オンリー・ワン）は、日本のシンガーソングライター・ハジ→のメジャー1作目（通算3作目）のシングル。

## 解説
- メジャーデビューシングル。

## 収録曲
1. Only One。
作詞・作曲：ハジ→
編曲：小高光太郎

1. 楽器の弾けないミュ→ジシャン♪♪。
作詞・作曲：ハジ→
編曲：小高光太郎
2. 春色。2013 〜Electric Parade Remix〜
作詞・作曲：ハジ→
リミックス：SiZK from ☆STAR GUiTAR
インディーズ1stシングル収録曲のリミックスバージョン。
3. Only One。 (Instrumental)
作曲：ハジ→
編曲：小高光太郎

## 参加ミュージシャン
- ハジ→：Vocal (#1,2,3)

Additional Musician
- 浅田靖：Guitar (#1,2,4)

## タイアップ
- 日本テレビ系列音楽バラエティ番組『ハッピーMusic』2013年3月度オープニングテーマ (#1)
- CBCテレビ系バラエティ番組『やすだの歩き方』2013年3月度エンディングテーマ (#1)

## 収録アルバム
- 超ハジバム。 (#1,2)
- ハジベスト。 (#1)